# Yakov Springer
Yakov Springer (Kalisz, 10 de junho de 1921 - Munique, 6 de setembro de 1972) foi um lutador, treinador e juiz de levantamento de peso, mas é mais conhecido por ser uma das vítimas do massacre de Munique nos Jogos Olímpicos de Verão de 1972.
Durante o Holocausto, Springer participou da Revolta do Gueto de Varsóvia.
O polonês Springer foi assassinado com 10 outros homens que representavam Israel nas Olimpíadas de Munique. Eles foram assassinados por terroristas palestinos, do grupo Setembro Negro, ligados à OLP. Os palestinos tomaram os 11 israelenses como reféns e pediram a libertação de 236 prisioneiros palestinos em Israel e na Alemanha. Depois que os reféns e membros do grupo Setembro Negro chegaram ao aeroporto, a polícia alemã atacou na tentativa de resgatá-los. Os membros do grupo mataram os israelenses com armas e granadas.